# 塔里古·普家儒漾
塔里古·普家儒漾（1928年4月8日—2008年7月14日），原漢名華愛，台灣原住民排灣族人，生於日治台灣高雄州恆春郡蕃地（Kuskus社、高士佛社）（今屏東縣牡丹鄉高士村）出身，牡丹社事件的後裔。
他和許多原住民家庭一樣，父母務農家境清貧，從小就身處在偏遠的山林間，過著樸實的生活，在他成長的過程中，父母總是身教重於言教的時時給予他啟發。1949年他在日月潭的畢業旅行中看見邵族部落在窘困的環境中力求生存，於是在他小小的心靈裡悄悄立定了人生的志向「我一定要為原住民族奮鬥」。
他是中華民國第一屆立法委員，也是台灣原住民首位立法委員。因為家庭經濟的關係，求學過程選擇了省立台中師校，然後進入軍校就讀，是陸軍官校24期正規班、三軍大學海軍指揮參謀學院（57）陸戰正規班，革命實踐研究班19期，並獲得日本大學政經系法學士。
在原住民電視台2007年3月18日的播出專訪中，表示當初會參與立法委員選舉，是因為看到了邵族人在缺乏政府的照顧下的辛苦生活，因此決定投入政治，為原住民爭取更多福利。

## 選舉紀錄
| 年度 | 選舉屆數                     | 選舉區   | 所屬政黨   | 得票數  | 得票率 | 當選標記 | 備註     |
| ---- | ---------------------------- | -------- | ---------- | ------- | ------ | -------- | -------- |
| 1972 | 第一屆立法委員第一次增額選舉 | 山胞     | 中國國民黨 | 92,081  | 100%   |          | 同額競選 |
| 1975 | 第一屆立法委員第二次增額選舉 | 山胞     | 中國國民黨 | 112,590 | 100%   |          | 同額競選 |
| 1980 | 第一屆立法委員第三次增額選舉 | 山地山胞 | 中國國民黨 | 58,803  | 100%   |          | 同額競選 |
| 1983 | 第一屆立法委員第四次增額選舉 | 山地山胞 | 中國國民黨 | 54,033  | 100%   |          | 同額競選 |

## 外部連結
- 第１屆立法委員個人資料 （页面存档备份，存于） 立法院圖書館]